# Santiago Grisolía
Santiago Grisolía García (Valencia, España, 6 de enero de 1923 - Valencia, 4 de agosto de 2022), i marqués de Grisolía, fue un bioquímico español.

## Biografía
Nació el 6 de enero del 1923 en Valencia, se licencia en Medicina por la Universidad de Valencia en 1944. Después de obtener su doctorado en Madrid en 1949, amplia sus estudios en Estados Unidos en la Universidad de Nueva York, bajo la supervisión de Severo Ochoa. En esta universidad inicia sus investigaciones en fijación del anhídrido carbónico, tema en el que siguió trabajando el resto de su vida.
Ha publicado más de cuatrocientos trabajos científicos y alrededor de treinta artículos divulgativos, desarrollando, asimismo, una ingente labor docente e investigadora en el transcurso de muchos años en diversos países europeos y de América. Profesor de bioquímica y biología de las universidades de Kansas, Chicago y Wisconsin, amplia sus investigaciones sobre el ciclo de la urea, demostrando cómo la citrulina es un intermediario de este ciclo.

Escudo de Santiago Grisolía.

Creador y secretario de la Fundación Valenciana de Estudios Avanzados y máximo impulsor de los actuales Premios Rey Jaime I.
Ha ostentado diversos cargos, entre los que destacan: Presidente del Comité Científico de Coordinación del Proyecto Genoma Humano para la Unesco, vicepresidente del Patronato del Centro de Investigación Príncipe Felipe, asesor del Presidente de la Generalitat Valenciana para Ciencia y Tecnología; presidente del Consejo Valenciano de Cultura desde 1996 y los Consejos asesores de la Universidad Internacional Menéndez y Pelayo en Valencia y de los Museos de Ciencias de Cuenca y Valencia.
Desde 1989 un Instituto de Enseñanza Secundaria de la ciudad de Cuenca lleva su nombre.

## Premios y distinciones
- Gran Cruz de la Orden de Isabel la Católica (2 de marzo de 2018).[3]
- Medalla de Oro al Mérito de Investigación y Educación Universitaria por el Ministerio de Ciencia e Innovación (2010).[3]

- Marqués de Grisolía por su labor investigadora y docente y su contribución al conocimiento científico, otorgado por el Rey de España (2014)

- Premio Príncipe de Asturias de Investigación Científica y Técnica (1990), junto con Salvador Moncada, por su labor científica en el área de la bioquímica en campos muy diversos, principalmente en la enzimología del metabolismo del nitrógeno relacionado con el ciclo de la urea y la degradación de las pirimidina.[3]
- Doctor Honoris Causa por las Universidades de Salamanca, Barcelona, Valencia, Madrid, León, UPV, Siena, Florencia, Kansas, Las Palmas de Gran Canaria, Universidad Politécnica de Valencia, Universidad de Lisboa, Universidad Nacional de Educación a Distancia y de la Universidad de Castilla-La Mancha.[4]

## Obras
- Grisolía, Santiago (2008). Biodiversidad. Valencia (Comunidad Autónoma). ISBN 978-84-482-5067-6.
- Grisolía, Santiago (2007). Cambio climático y sus consecuencias. Valencia (Comunidad Autónoma). ISBN 978-84-482-4771-3.
- Grisolía, Santiago (2000). Compromisos con el futuro del Proyecto genoma humano. Fundación BBVA. ISBN 978-84-95163-37-0.
- Puigdomènech, Pere; Grisolía, Santiago; Ayala, Francisco J. (2002). Genética. Círculo de Lectores. ISBN 978-84-226-9669-8.
- Grisolía, Santiago; Puigdomènech, Pere; Ayala, Francisco J. (2003). Genética. Nuevas Ediciones de Bolsillo. ISBN 978-84-9759-560-5.
- Grisolía, Santiago (2006). La gripe aviaria: un reto de salud. Ediciones de la Universidad de Castilla-La Mancha. ISBN 978-84-8427-472-8.
- Sols, Alberto; Grisolía, Santiago (1988). Severo Ochoa en imágenes. Fundación Colegio Libre de Eméritos Universitarios. ISBN 978-84-404-2060-2.
- Grisolía, Santiago (2007). Severo Ochoa: un científico apasionado. Fundación BBVA. ISBN 978-84-96515-59-8.
- Grisolía, Santiago (2001). Trasplantes y clonación de células humanas en el siglo XXI. Fundación BBVA. ISBN 978-84-95163-42-4.
- Sanmartín Esplugues, José; Grisolía, James S.; Grisolía, Santiago (2005). Violencia, televisión y cine. Editorial Ariel. ISBN 978-84-344-7479-6.
- Sanmartín Esplugues, José; Grisolía, James S.; Grisolía, Santiago (1998). Violencia, televisión y cine. Editorial Ariel. ISBN 978-84-344-7465-9.
- Grisolía, Santiago (2006). Vivir para la ciencia. Institución Alfonso el Magnánimo (Valencia). ISBN 978-84-7822-475-3.